# قضاء القائم
قضاء القائم هو قضاء في شمال غرب محافظة الأنبار في غرب العراق فيه أربعة مدن وأكثر من 50 قرية، مساحته 8825 كيلومتراً مربعاً، تعادل 3530000 دونم، يقدر تعداد سكان القضاء والنواحي التابع للقضاء بحسب تقديرات وزارة التخطيط بحوالي 150 الف نسمة عام 2014، كان يعتبر منطقة تجارية هامة، ينتمي اهالي قضاء القائم في الغالب لعشائر الكرابلة والبومحل والبومفرج والبوعبيد والسلمان من قبيلة الدليم والكرابلة والموالي والراويين والبوحردان. سقطت المدينة بيد تنظيم داعش في 20 حزيران 2014 بعد معركة دامت لخمسة أيام.

## المدن والسكان
- القائم (95 الف نسمة)
- العبيدي (30 الف نسمة)
- الكرابلة (15 الف نسمة)
- الرمانة (10 الف نسمة)